# Карташиха (городской округ Перевозский)
Карташиха — деревня в городском округе Перевозский Нижегородской области. Население 82 (2010) человека

## Общая физико-географическая характеристика
Географическое положение
По автомобильным дорогам расстояние до областного центра города Нижнего Новгорода составляет 100 км, до административного центра города Перевоз — 5,2 км.
Часовой пояс
Карташиха, как и вся Нижегородская область, находится в часовой зоне МСК (московское время). Смещение применяемого времени относительно UTC составляет +3:00.

## История
До 31 мая 2017 года входила в состав Танайковского сельсовета.

## Население
| 2002 | 2010 |
| ---- | ---- |
| 111  | ↘82  |

Национальный состав
Согласно результатам переписи 2002 года, в национальной структуре населения русские составляли 93% из 111 человек.